# 総選挙
総選挙（そうせんきょ）とは、立法府の議員を一度に改選する選挙をいう。この用語で改選する範囲は立法府の議員全員や下院のみなど国により異なる。

## 意義
特に議院内閣制を採用する国において、政権を選択する議会選挙に対して用いられる。
総選挙は議員全員がその資格を喪失する場合に実施され、議員全員が議員資格を喪失する事由として任期満了と議会の解散とがある。両院制の場合、下院については解散制度によって議員全員が議員資格を喪失する制度がとられることが多く、総選挙も下院のみに制度化されている場合が多い。しかし、すべての国において総選挙は下院のみで行われているというのではなく、イタリア、オーストラリアのように上下両院に解散制度があり上院にも総選挙が行われる制度もある。イタリアではイタリア共和国憲法第88条により、大統領は両議院又は一議院を解散できる。実際は、慣例で両院同時解散される。オーストラリアでは、下院の解散は任意にできるが、上院の解散は、法案について上下両院の意見が不一致になった場合のみ、上下両院を同時解散できる。
議会の解散が存在する国においては、任期満了まで選挙を待つかどうかは国によってまちまちである。一般的には、解散に制約が少ない場合は、解散権を実質的に有する者（首相）が政権党にとって有利なタイミングを見計らって下院議会を解散することで総選挙が実施されることが多い。イギリス、日本、カナダ等も、このタイプの総選挙を行う国のカテゴリーに属する。ドイツは、連邦議会（下院）に解散制度があるが要件が厳しいため、現在のドイツ基本法（憲法）のもとでの総選挙のうち3回（1972年、1983年、2005年）のみ解散・総選挙となっている。
日本では衆議院解散および任期満了に伴う衆議院議員総選挙を指して用いられるのが通例であり、公職選挙法31条も「総選挙」を任期満了あるいは衆議院解散による衆議院議員選挙を指す概念として用いている。ただし、国会議員の選挙の公示について定めた日本国憲法第7条第4号の「総選挙」については、同条が「国会議員の総選挙の施行を公示すること」と規定しており、衆議院・参議院を問わず各議院の国会議員を選出する基本的な選挙の公示を天皇の国事行為として定めた趣旨であると解されることから、憲法第7条第4号の「総選挙」には参議院議員通常選挙が含まれると解するのが通説である。

## 総選挙と一般選挙

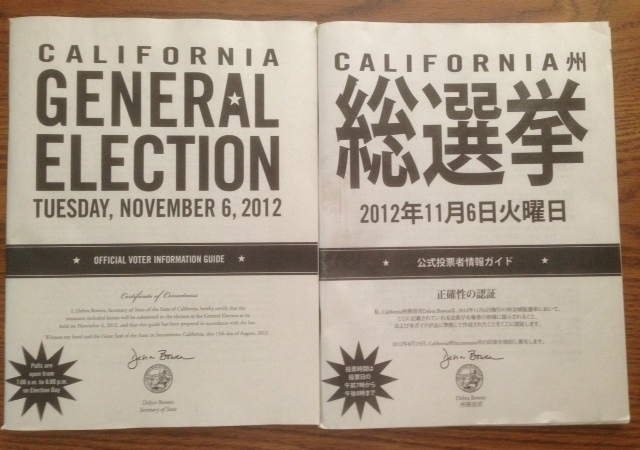
カリフォルニア州一般選挙の告知と案内（2012年）

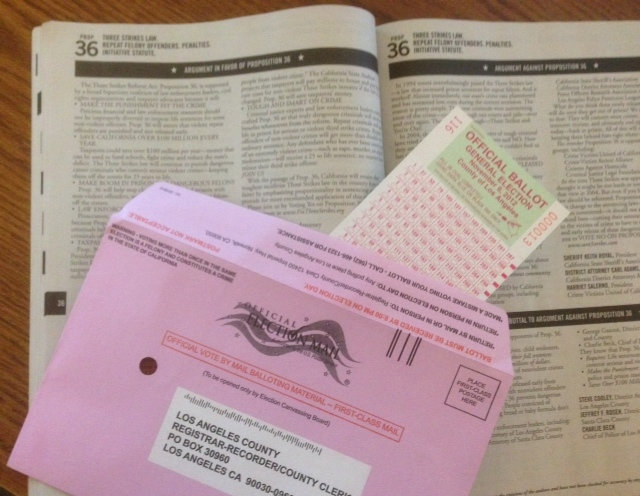
カリフォルニア州一般選挙の投票用紙（2012年）

総選挙の英語訳はGeneral electionであり、また英連邦王国におけるGeneral electionは下院の総員改選を意味し、総選挙と訳される。
一方、アメリカ合衆国で2年ごとに行われるGeneral electionは一般選挙と訳されることが通常である。一般選挙は予備選挙（Primary election）に対置されるニュアンスの言葉として用いられる。一般選挙では、下院の総員改選の他に、3回のうち2回は上院議員選挙、2回のうち1回は大統領選挙人選挙が併せて行われる。また、州知事や州議会議員の選挙、判事・地区教育長・検事長・地区シェリフの選出や多くの法案の住民投票も同時に行われる事が多くマークシート型用紙で投票される。
なお、日本の地方公共団体議会議員の任期満了もしくは解散に伴う選挙（総員改選）も一般選挙と呼ばれる（公職選挙法第33条）。

## 総選挙と政権成立過程
イギリス
総選挙の結果に従い王が首相を任命する。
ドイツ
大統領がドイツ連邦議会に首相を提案してそこで首相の選挙が行われる。実際には連立政権となることが多く、政党間の連立政権合意が先行し、首相とされる者を大統領が提案する。
総選挙後、議会（二院制では下院）が首相候補の承認に反対した場合には議会は解散（再選挙）となる制度を採用する国もある。
スウェーデン
議会の議長が各会派の代表及び副議長と協議して議会に首相候補を提案する。ただし、議会が首相候補の案を4度否決すると議会は解散される。
ロシア
大統領が首相候補を指名し、下院の同意を得て任命する。ただし、下院が首相候補を3度続けて拒否すると議会は解散される。
なお、このような制度化が行われていない場合でも、新政権が単独過半数にとどかなかった場合や新政権の樹立に失敗した場合に改めて解散総選挙（再選挙）が行われる例がある（1974年2月イギリス総選挙後の1974年10月イギリス総選挙、2012年5月ギリシャ議会総選挙後の2012年6月ギリシャ議会総選挙など）。

## 各国の総選挙一覧
| 国名             | 議会・議院の名称       | 任期 | 直近の総選挙実施日                                   | 備考                         |
| ---------------- | ---------------------- | ---- | ---------------------------------------------------- | ---------------------------- |
| 日本             | 下院（衆議院）         | 4年  | 2024年10月27日                                       | 第50回衆議院議員総選挙       |
| イギリス         | 下院（庶民院）         | 5年  | 2024年7月4日                                         | 2024年イギリス総選挙         |
| フランス         | 下院（国民議会）       | 5年  | 2024年6月30日（第1回投票） 2024年7月7日（第2回投票） | 2024年フランス議会総選挙     |
| オーストラリア   | 下院（代議院）         | 3年  | 2025年5月3日                                         | 2025年オーストラリア総選挙   |
| ニュージーランド | 議会（一院制）         | 3年  | 2023年10月14日                                       | 2023年ニュージーランド総選挙 |
| イタリア         | 下院（代議院）         | 5年  | 2022年9月25日                                        | 2022年イタリア総選挙         |
| スペイン         | 下院（スペイン下院）   | 4年  | 2023年11月10日                                       | 2023年スペイン議会総選挙     |
| ポルトガル       | 共和国議会（一院制）   | 4年  | 2022年1月30日                                        |                              |
| オランダ         | 下院（第二院）         | 4年  | 2023年11月22日                                       | 2023年オランダ総選挙         |
| ギリシャ         | 議会（一院制）         | 4年  | 2023年6月25日                                        |                              |
| インド           | 下院（ローク・サバー） | 5年  | 2024年4月19日～6月1日                                | 2024年インド総選挙           |
| オーストリア     | 下院（国民議会）       | 5年  | 2024年9月29日                                        |                              |
| ドイツ           | ドイツ連邦議会         | 4年  | 2025年2月23日                                        | 2025年ドイツ連邦議会選挙     |
| カナダ           | 下院（庶民院）         | 5年  | 2021年9月20日                                        | 2021年カナダ総選挙           |
| 韓国             | 国会（一院制）         | 4年  | 2024年4月10日                                        | 第22代総選挙                 |
| ロシア           | 下院（ドゥーマ）       | 4年  | 2021年9月17日～9月19日                               | 2021年ロシア下院選挙         |
| カンボジア       | 下院（国民議会）       | 5年  | 2023年7月23日                                        | 2023年カンボジア国民議会選挙 |
| ベトナム         | 国会（一院制）         | 5年  | 2021年5月23日                                        |                              |
| フィリピン       | 下院（代議院）         | 3年  | 2022年5月9日                                         |                              |
| インドネシア     | 国民議会               | 5年  | 2019年4月17日                                        |                              |
| タイ             | 下院（人民代表院）     | 4年  | 2023年5月14日                                        | 2023年タイ総選挙             |
| ラオス           | 国民議会（一院制）     | 5年  | 2021年2月21日                                        |                              |
| イスラエル       | クネセト（一院制）     | 4年  | 2022年3月23日                                        | 第25回イスラエル議会総選挙   |

出典：IPU PARLINE datebase on Parliamentary elections（2022年5月15日閲覧）。